# 59 Leonis
59 Leonis (59 Leo, c Leo, c Leonis) é uma estrela na constelação de Leo. Com uma magnitude aparente de 5,0, é brilhante o suficiente para ser vista a olho nu. Medições de paralaxe mostram que está a aproximadamente 151 anos-luz (46,4 parsecs) da Terra. Sua magnitude absoluta é de 1,67.
O espectro de 59 Leonis não apresenta nenhuma peculiaridade e corresponde a uma classificação estelar de A5 III, o que significa que a estrela é uma gigante de classe A. Tem uma temperatura efetiva de 8 180 K, o que lhe dá o brilho branco típico de estrelas de classe A. Está rotacionando rapidamente, com uma velocidade de rotação projetada de 82 km/s.